# Coppa Intercontinentale di skeleton 2016
La Coppa Intercontinentale di skeleton 2016 è stata la nona edizione del circuito mondiale di secondo livello dello skeleton, manifestazione organizzata dalla Federazione Internazionale di Bob e Skeleton; è iniziata il 19 novembre 2015 a Lake Placid, negli Stati Uniti, e si è conclusa il 15 gennaio 2016 a Schönau am Königssee, in Germania. Vennero disputate sedici gare: otto per le donne e altrettante per gli uomini in quattro differenti località.
Vincitori dei trofei, conferiti agli atleti classificatisi per primi nel circuito, sono stati la statunitense Katie Uhlaender nel singolo femminile, e il tedesco Martin Rosenberger in quello maschile.

## Calendario
| Località             | Data                | Donne | Uomini |
| -------------------- | ------------------- | ----- | ------ |
| Lake Placid          | 19–20 novembre 2015 | ●●    | ●●     |
| Whistler             | 2–3 dicembre 2015   | ●●    | ●●     |
| Innsbruck            | 7–8 gennaio 2016    | ●●    | ●●     |
| Schönau am Königssee | 14–15 gennaio 2016  | ●●    | ●●     |
| Totale               | Totale              | 8     | 8      |

## Risultati

### Donne
| Data             | Località             | Prime classificate            | Seconde classificate          | Terze classificate            |
| ---------------- | -------------------- | ----------------------------- | ----------------------------- | ----------------------------- |
| 19 novembre 2015 | Lake Placid          | Katie Uhlaender Stati Uniti   | Anna Fernstädt Germania       | Savannah Graybill Stati Uniti |
| 20 novembre 2015 | Lake Placid          | Katie Uhlaender Stati Uniti   | Megan Henry Stati Uniti       | Lanette Prediger Canada       |
| 2 dicembre 2015  | Whistler             | Lanette Prediger Canada       | Savannah Graybill Stati Uniti | Katie Uhlaender Stati Uniti   |
| 3 dicembre 2015  | Whistler             | Savannah Graybill Stati Uniti | Katie Uhlaender Stati Uniti   | Lanette Prediger Canada       |
| 7 gennaio 2016   | Innsbruck            | Elena Nikitina Russia         | Lelde Priedulēna Lettonia     | Katie Uhlaender Stati Uniti   |
| 8 gennaio 2016   | Innsbruck            | Elena Nikitina Russia         | Lelde Priedulēna Lettonia     | Katie Uhlaender Stati Uniti   |
| 14 gennaio 2016  | Schönau am Königssee | Anna Fernstädt Germania       | Lelde Priedulēna Lettonia     | Lanette Prediger Canada       |
| 15 gennaio 2016  | Schönau am Königssee | Anna Fernstädt Germania       | Lelde Priedulēna Lettonia     | Lanette Prediger Canada       |

### Uomini
| Data             | Località             | Primi classificati          | Secondi classificati        | Terzi classificati             |
| ---------------- | -------------------- | --------------------------- | --------------------------- | ------------------------------ |
| 19 novembre 2015 | Lake Placid          | Alexander Gassner Germania  | Martin Rosenberger Germania | Kyle Brown Stati Uniti         |
| 20 novembre 2015 | Lake Placid          | Martin Rosenberger Germania | Alexander Gassner Germania  | Kyle Brown Stati Uniti         |
| 2 dicembre 2015  | Whistler             | Martin Rosenberger Germania | Alexander Auer Austria      | Alexander Gassner Germania     |
| 3 dicembre 2015  | Whistler             | Martin Rosenberger Germania | Alexander Gassner Germania  | Patrick Rooney Canada          |
| 7 gennaio 2016   | Innsbruck            | Aleksandr Tret'jakov Russia | Nikita Tregubov Russia      | Kilian von Schleinitz Germania |
| 8 gennaio 2016   | Innsbruck            | Nikita Tregubov Russia      | Aleksandr Tret'jakov Russia | Kilian von Schleinitz Germania |
| 14 gennaio 2016  | Schönau am Königssee | Nikita Tregubov Russia      | Aleksandr Tret'jakov Russia | Martin Rosenberger Germania    |
| 15 gennaio 2016  | Schönau am Königssee | Aleksandr Tret'jakov Russia | Nikita Tregubov Russia      | Kilian von Schleinitz Germania |

## Classifiche

### Donne
| Pos. | Nome atleta       | Nazione     | LAK-1 | LAK-2 | WHI-1 | WHI-2 | INN-1 | INN-2 | KÖN-1 | KÖN-2 | Totale |
| ---- | ----------------- | ----------- | ----- | ----- | ----- | ----- | ----- | ----- | ----- | ----- | ------ |
| 1    | Katie Uhlaender   | Stati Uniti | 1     | 1     | 3     | 2     | 3     | 3     | 5     | 7     | 434    |
| 2    | Lanette Prediger  | Canada      | 5     | 3     | 1     | 3     | 9     | 4     | 3     | 3     | 792    |
| 3    | Anna Fernstädt    | Germania    | 2     | 6     | 8     | 4     | 6     | 6     | 1     | 1     | 778    |
| 4    | Savannah Graybill | Stati Uniti | 3     | 4     | 2     | 1     | 10    | 7     | 11    | 10    | 790    |
| 5    | Megan Henry       | Stati Uniti | 7     | 2     | 4     | 6     | 4     | 8     | 9     | 9     | 706    |
| 6    | Kimberley Bos     | Paesi Bassi | 8     | 8     | 9     | 7     | 5     | 5     | 7     | 11    | 656    |
| 7    | Cassie Hawrysh    | Canada      | 5     | 7     | 7     | 8     | 11    | 11    | 6     | 6     | 652    |
| 8    | Madison Charney   | Canada      | 9     | 9     | 5     | 5     | 12    | 12    | 15    | 13    | 576    |
| 9    | Lelde Priedulēna  | Romania     | -     | -     | -     | -     | 2     | 2     | 2     | 2     | 440    |
| 10   | Elena Nikitina    | Russia      | -     | -     | -     | -     | 1     | 1     | 7     | 5     | 416    |

### Uomini
| Pos. | Nome atleta           | Nazione     | LAK-1 | LAK-2 | WHI-1 | WHI-2 | INN-1 | INN-2 | KÖN-1 | KÖN-2 | Totale |
| ---- | --------------------- | ----------- | ----- | ----- | ----- | ----- | ----- | ----- | ----- | ----- | ------ |
| 1    | Martin Rosenberger    | Germania    | 2     | 1     | 1     | 1     | 9     | 7     | 3     | 3     | 834    |
| 2    | Alexander Gassner     | Germania    | 1     | 2     | 3     | 2     | 5     | 4     | 5     | 5     | 814    |
| 3    | Kilian von Schleinitz | Germania    | 6     | 4     | 4     | 4     | 3     | 3     | 4     | 3     | 778    |
| 4    | Evan Neufeldt         | Canada      | 11    | 9     | 8     | 6     | 8     | 9     | 10    | 9     | 616    |
| 5    | Patrick Rooney        | Canada      | 8     | 10    | 5     | 3     | 13    | 14    | 14    | 16    | 566    |
| 6    | Kenny Howard          | Regno Unito | 8     | 14    | 7     | 12    | 10    | 8     | 19    | 10    | 545    |
| 7    | Yuki Sasahara         | Giappone    | 7     | 8     | 9     | 13    | 16    | 17    | 8     | 14    | 528    |
| 8    | Paul Fraser           | Canada      | 12    | 12    | 14    | 5     | 11    | 15    | 16    | 15    | 496    |
| 9    | Kyle Brown            | Stati Uniti | 3     | 3     | 10    | 11    | -     | -     | 9     | 12    | 484    |
| 10   | Stefan Geisler        | Austria     | 15    | 16    | 11    | 10    | 15    | 11    | 11    | 17    | 472    |